# 朝光丸
朝光丸（ちょうこうまる）は、日本の特設運送船。